# Maino
Jermaine Coleman (* 21. únor 1975, Brooklyn, New York), spíše známý jako Maino, je americký rapper a zakladatel hudební nahrávací společnosti Hustle Hard Records.

## Stručná biografie
Narodil se v roce 1975 ve čtvrti Bedfort-Stuyvesant, Brooklyn, New York. V roce 1996 byl odsouzen na deset let do vězení za únos a prodávání drog. Po návratu z vězení se rozhodl vydat na hudební dráhu. Svou kariéru rappera započal v roce 2006, kdy nahrával freestyle a demo nahrávky. Ty mu přinesly nabídku smlouvy u Universal Records, ale ještě během roku 2007 label opouští, protože mu připadá, že ho Universal dostatečně nepropaguje. Později se upsal i se svým labelem Hustle Hard Rec. pod společnost Atlantic Records, kde nahrál svůj debut If Tomorrow Comes..., vydaný v roce 2009. Album obsahuje hosty jako jsou: Fabolous, který pochází ze stejné čtvrtě jako Maino, T.I., který je ze stejného labelu, dále pak: Swizz Beatz, Plies, Jadakiss, nebo T-Pain. Singly z alba jsou písně Hi Hater a All the Above (ft. T-Pain).
Na začátku roku 2010 vydal EP Unstoppable, které obsahovalo čtyři nové písně. Také začal pracovat na druhém albu nazvaném The Day After Tomorrow. Z alba byly zveřejněny dva singly Bring It Back DJ a Don't Say Nothin' (ft. Kalenna), ovšem ani jeden v hitparádách nezabodoval.

## Diskografie

### Studiová alba
| Rok  | Album                                                                              | Nejvyšší umístění v hitparádě | Nejvyšší umístění v hitparádě | Nejvyšší umístění v hitparádě | Ocenění |
| Rok  | Album                                                                              | US 200                        | US Hip-Hop                    | US Rap                        | Ocenění |
| ---- | ---------------------------------------------------------------------------------- | ----------------------------- | ----------------------------- | ----------------------------- | ------- |
| 2009 | If Tomorrow Comes... - Vydáno: 30. června 2009 - Vydavatel: Hustle Hard, Atlantic  | 25                            | 4                             | 1                             | US: /   |
| 2012 | The Day After Tomorrow - Vydáno: 28. února 2012 - Vydavatel: Hustle Hard, E1 Music | 94                            | 17                            | 11                            | US: /   |

### EP
- 2010 – Unstoppable

### Kompilace
- 2008 – The One and Only

### Mixtapy
- 2008 – Maino is the Future
- 2008 – The Last Real Nigga Alive (And That's Real Talk)
- 2009 – Unstoppable
- 2010 – The Art of War
- 2011 – Respect The Jux
- 2012 – I Am Who I Am
- 2012 – The Mafia (s The Mafia)
- 2014 – K.O.B.

### Úspěšné singly
- 2008 – Hi Hater
- 2009 – All The Above (ft. T-Pain)